# Provincia di Cajamarca
La provincia di Cajamarca è una provincia del Perù, situata nella regione di Cajamarca.

## Geografia antropica

### Suddivisioni amministrative
È divisa in dodici distretti (comuni)
- Asunción
- Cajamarca
- Chetilla
- Cospán
- Encañada
- Jesús
- Llacanora
- Los Baños del Inca
- Magdalena
- Matará
- Namora
- San Juan